# Шестая Речка (деревня)
Шестая Речка — деревня в Рыбно-Слободском районе Татарстана. Входит в состав Шумбутского сельского поселения.

## География
Находится в центральной части Татарстана на расстоянии приблизительно 32 км на восток-северо-восток по прямой от районного центра поселка Рыбная Слобода.

## История
Основана 1916 году. Работает лесничество.

## Население
Постоянных жителей было: в 1938 — 35, в 1970—203, в 1989—138, в 2002 году 142 (татары 94 %), в 2010 году 143.